# 圣海梅-德列尔卡
桑特豪梅德列尔卡，是西班牙加泰罗尼亚赫罗纳省的一个市镇。总面积7平方公里，总人口746人（2001年），人口密度107人/平方公里。